# Tristium liber
Tristium liber I. Variarum elegiarum liber I. Epigrammatum liber I (Księga żalów. Księga różnych elegii. Księga epigramatów) – zbiór poezji Klemensa Janickiego w języku łacińskim, wydany w Krakowie w 1542.
Janicki wzorował się na zbiorze wierszy pt. Tristia autorstwa Owidiusza, w których autor pisał o rozpaczy i poczuciu krzywdy na wygnaniu. Utwory w zbiorze Janickiego mają różny charakter. Obok dzieł prezentujących przekonania artystyczne poety znajdują się utwory okolicznościowe, poświęcone mecenasom autora, jak Piotr Kmita. Tom Janickiego był jednym z najważniejszych wydarzeń w dziejach wczesnej poezji humanistycznej w Polsce.
Czołowym utworem w zbiorze jest autobiograficzna Elegia VII – De se ipso ad posteritatem (O sobie samym do potomności), pisana w poczuciu albo przededniu śmierci. Opisuje dolegliwości autora (puchlina wodna), przebieg choroby, starania lekarzy, przeszłość i przyszłość ojczyzny, wspomina przyjaciół i opiekunów.

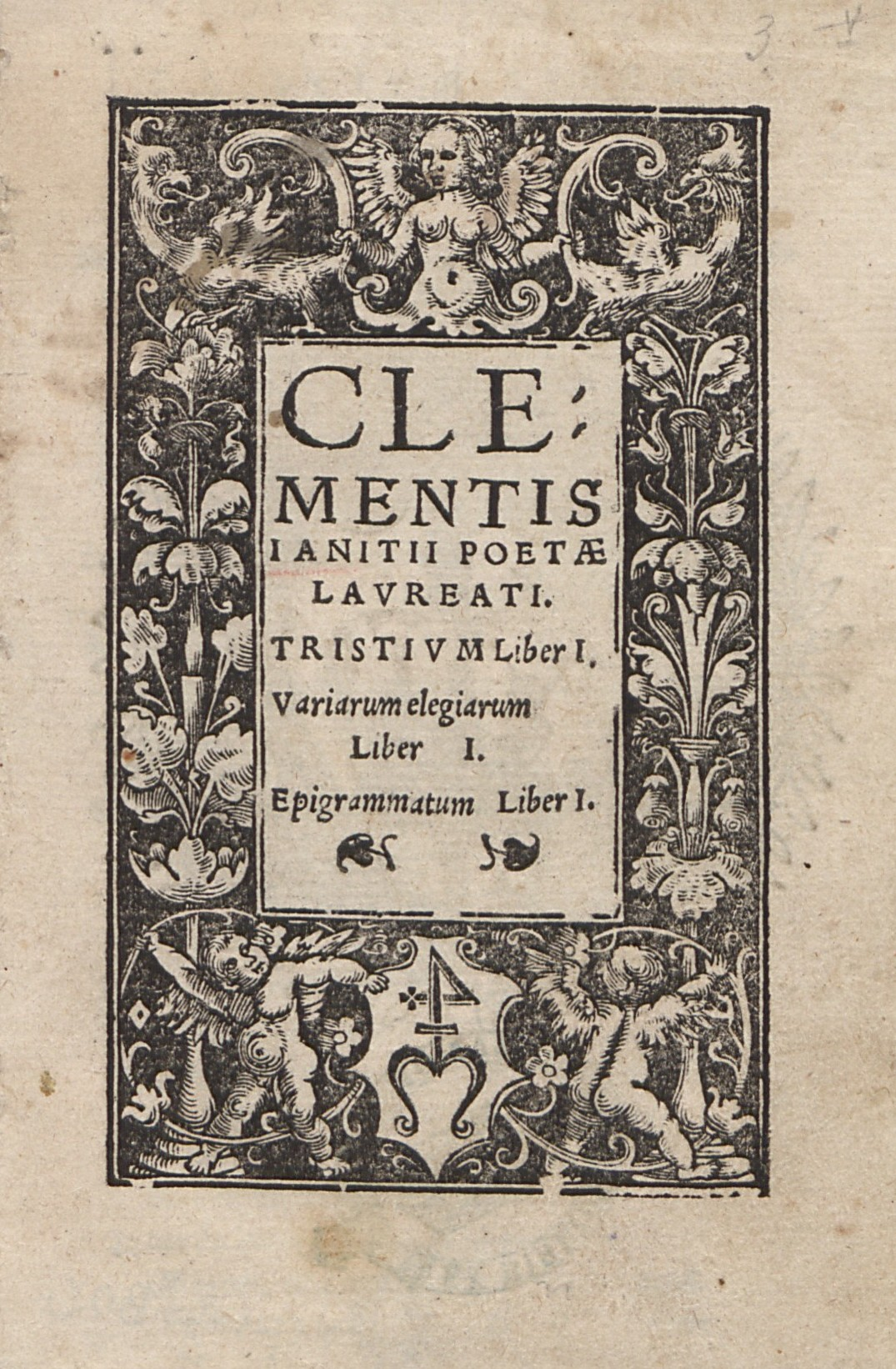
Clementis Ianitii poetae lavreati Tristivm liber I. Variarvm elegiarvm liber I. Epigrammatvm liber I. wyd. 1547